# Casa di Obellio Firmo

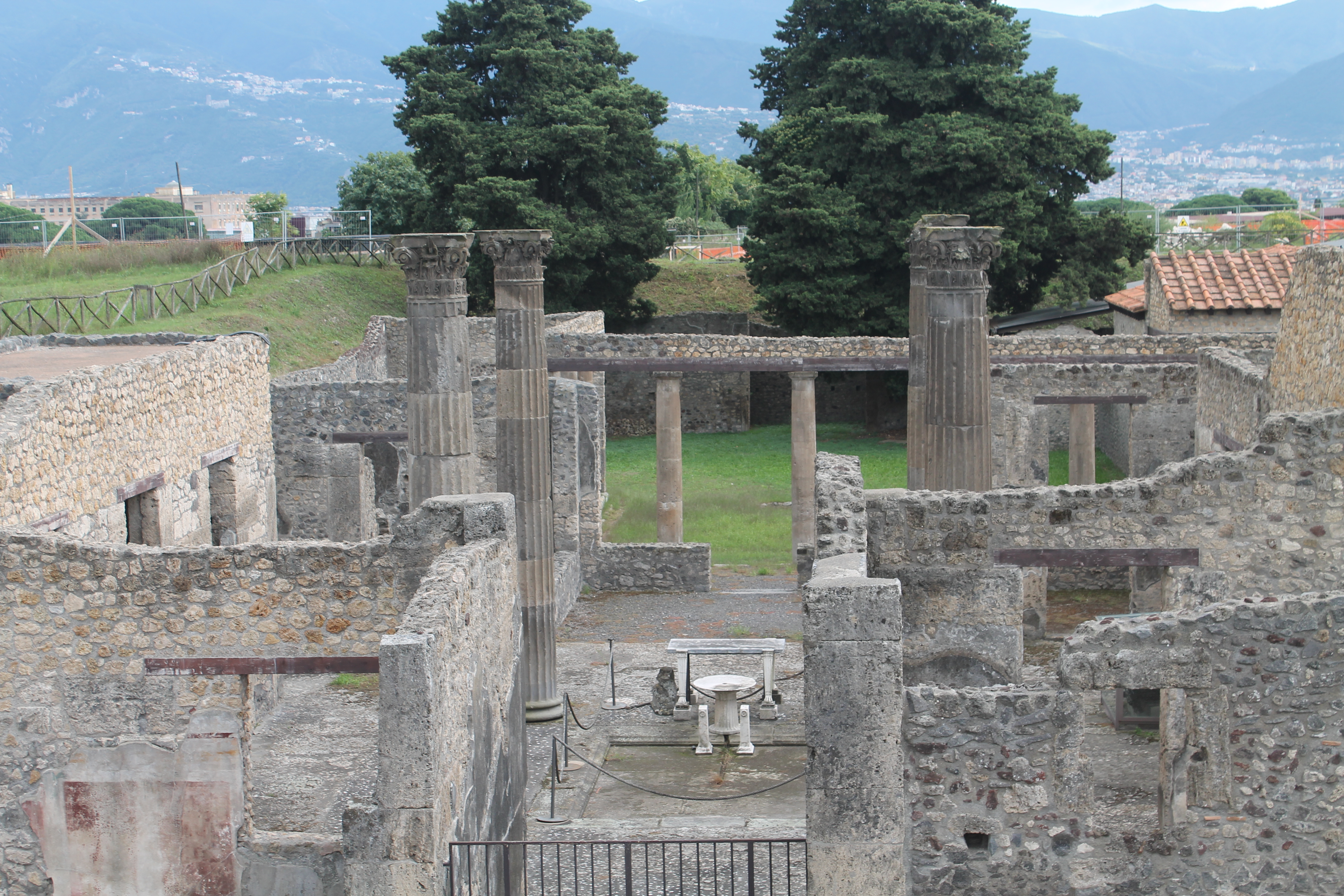
Blick auf die Reste des Hauses

Bei der Casa di Obellio Firmo (Haus des Obelius Firmus, auch Haus des M. Obelius Firmus) handelt es sich um ein großes, reich ausgestattetes Wohnhaus einer wohlhabenden Familie in Pompeji (IX.14.4). Das Haus wurde zum Teil 1888, 1903 und dann 1910 ausgegraben. Es nimmt fast eine gesamte Insula ein und ist damit eines der größten Privathäuser von Pompeji. Als letzter Besitzer kann M. Obellius Firmus ausgemacht werden, der auf Wahlaufrufen auf der Fassade des Hauses, aber auch von anderen Quellen bekannt ist.

## Beschreibung
Das große Haus hat zwei Eingänge und Fauces sowie zwei Atrien und ein großes Peristyl mit einem dahinter liegenden Garten. In den Fauces, die zum südlichen Atrium führen, fanden sich zahlreiche Skelette. Das Haus wurde aus großen Kalksteinblöcken, wahrscheinlich im 2. Jahrhundert v. Chr., errichtet. Das große, im Norden liegende Atrium hat vier korinthische Säulen, während das kleinere keine hat. Im großen Atrium fanden sich zwei Marmortische und an der Wand eine Bronzetruhe. Das Haus hat ein auffallend kleines Bad, was im Gegensatz zum Umfang der Wohnanlage steht.
Das Haus ist vor allem wegen seiner Malereien im 2. Stil bekannt, die heute zum Teil stark verblasst sind. Relativ gut erhalten sind die Malereien im Tablinum, das sich beim kleinen Atrium befindet. Die Wandmalereien imitieren eine mit Marmor und Steinplatten verkleidete Wand mit davor gestellten Säulen. Etwas aufwendiger sind die Malereien im Oecus beim Peristyl. Sie zeigen feste Architekturen und große figürliche Bilder.

## Galerie

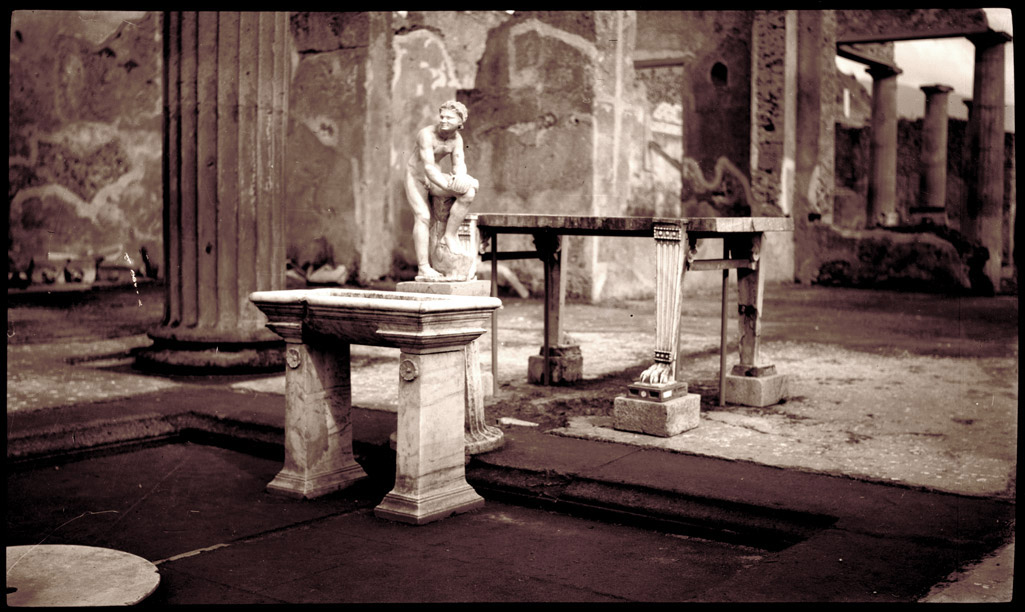
Blick ins Atrium, Photo um 1900
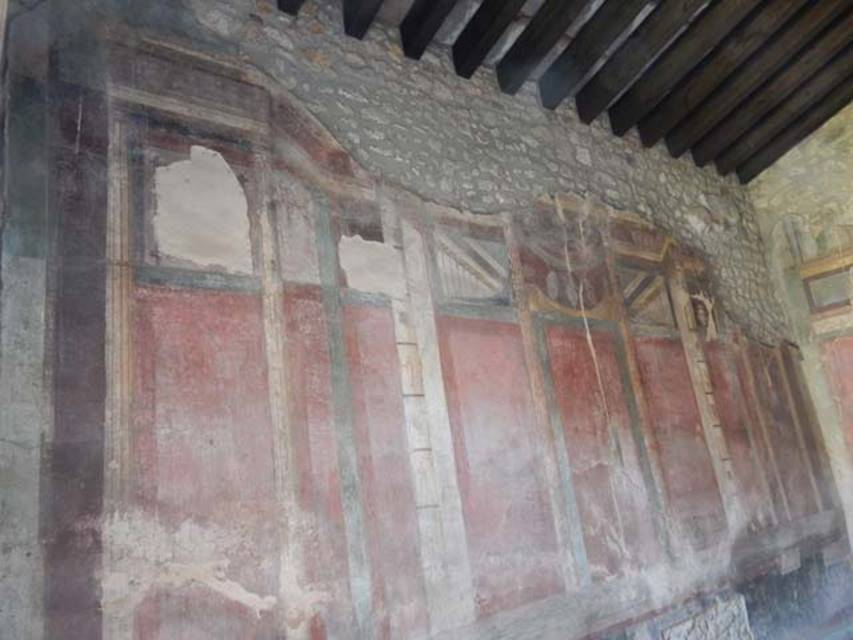
Malereien im 2. Stil im Oecus
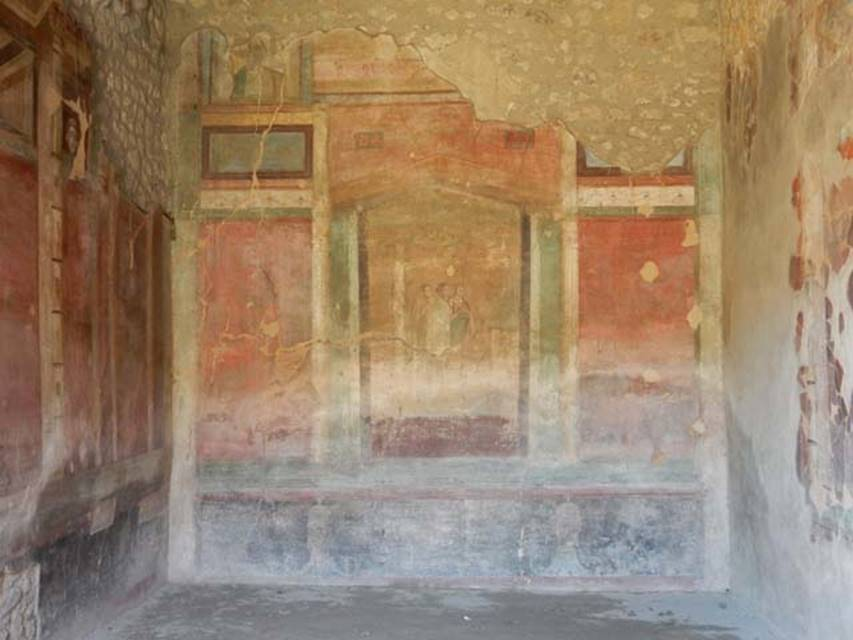
Malereien im 2. Stil im Oecus